# Villeneuve-d’Olmes
Villeneuve-d’Olmes település Franciaországban, Ariège megyében. Lakosainak száma 962 fő (2022. január 1.). Villeneuve-d’Olmes Bénaix, Lavelanet, Montferrier, Péreille és Roquefixade községekkel határos.

## Népesség
A település népessége az elmúlt években az alábbi módon változott:
| Lakosok száma | 911  | 1816 | 1574 | 1178 | 1043 | 1016 | 989  | 965  | 957  | 962  |
|               | 1968 | 1982 | 1990 | 2006 | 2013 | 2015 | 2017 | 2019 | 2020 | 2022 |